# فدراسیون متحد اتحادیه‌های صنفی
اتحادیهٔ مشترک نروژ (نروژی: Fellesforbundet) در واقع یک مجموعه، متشکل از چند اتحادیهٔ کارگری نروژی است. این مجموعه، شامل اتحادیهٔ کارگران نروژ، در صنایع ساختمان، چوب و کاغذ، آبزی پروری، حمل و نقل؛ و چند صنف دیگر می‌شود.
اتحادیهٔ مشترک نروژ، در سال ۱۹۸۸م، تأسیس شده؛ و به تشکیلات سراسری کارگران نروژ، وابسته است. ضمن آنکه اتحادیهٔ مشترک نروژ، دومین اتحادیهٔ بزرگ، در میان سازمانهای وابسته به تشکیلات سراسری کارگران نروژ، پس از اتحادیهٔ حرفه ای نروژ، و بزرگترین اتحادیه، در بخش خصوصی نروژ، با بیش از ۱۶۰ هزار عضو در سال ۲۰۲۲م، است.

## عمل‌کرد
اتحادیهٔ مشترک نروژ، همراه با تشکیلات سراسری کارگران نروژ، در مذاکرات با کارفرما و بستن قراردادهای جمعی و یک سری قراردادهای دیگر، نمایندهٔ کارگران است.
 اتحادیهٔ مشترک نروژ، با ادغام اتحادیه کارگران در صنایع آهن و فلز، ساختمان، چوب و کاغذ، پوشاک، آبزی پروری؛ و حمل و نقل در سال ۱۹۸۸م، تشکیل شد و از اول ژانویهٔ سال ۲۰۰۶م، کارگران صنعت گرافیک، از اول ژوئن سال ۲۰۰۷م، کارگران هتل و رستوران؛ و از اول ژوئن سال ۲۰۱۹م، کارگران حمل و نقل نروژ، به آن پیوستند. اتحادیهٔ مشترک نروژ، علاوه بر دفتر مرکزی در اسلو، دارای هفت دفتر محلی، در نقاط مختلف نروژ است. در سال ۲۰۱۵م، آقای یورن اگوم، برای رهبری اتحادیهٔ مشترک نروژ، انتخاب شد و در سال ۲۰۱۹م، بعد از انجام انتخابات، سمت وی برای چهار سال دیگر تمدید شد.